# La Pedrera, delstaten Mexiko
La Pedrera, även La Mina, är en ort i Mexiko, tillhörande kommunen Tepotzotlán i delstaten Mexiko. La Pedrera ligger i den centrala delen av landet och tillhör Mexico Citys storstadsområde. Orten hade 232 invånare vid folkräkningen 2010.